# Agobardus prominens
Agobardus prominens är en spindelart som beskrevs av Bryant 1940. Agobardus prominens ingår i släktet Agobardus och familjen hoppspindlar. Inga underarter finns listade i Catalogue of Life.